# Copa Brasil de Clubes de Futebol de Areia de 2014
A Copa Brasil de Clubes de Futebol de Areia ou Copa Brasil de Clubes de Beach Soccer de 2014 foi a quarta edição do torneio realizado de 26 a 30 de março pela Confederação Brasileira de Beach Soccer, sediado em Manaus nas areias da Praia da Ponta Negra. O torneio contou com 10 equipes divididos em três grupos. A competição  foi válida como a segunda etapa do Circuito Brasileiro de Clubes.
O Vasco da Gama sagrou-se campeão ao vencer o Sport por 6 a 2 na final, tornando-se bicampeão do torneio e também da II Etapa do Circuito Brasileiro.

## Times Participantes
| Equipe         | Cidade         | Em 2013 | Títulos            | Participações |
| -------------- | -------------- | ------- | ------------------ | ------------- |
| Avaí           | Florianópolis  | 7º      | 0 (não possui)     | 2ª            |
| Botafogo       | Rio de Janeiro | 5º      | 1 (último em 2011) | 4ª            |
| Flamengo       | Rio de Janeiro | 1º      | 1 (último em 2013) | 4ª            |
| Fluminense     | Rio de Janeiro | -       | 0 (não possui)     | 1ª            |
| Manaus FC      | Manaus         | 6º      | 0 (não possui)     | 4ª            |
| Sampaio Corrêa | São Luís       | 4º      | 0 (não possui)     | 4ª            |
| Sport          | Recife         | 2º      | 0 (não possui)     | 3ª            |
| Vasco da Gama  | Rio de Janeiro | 3º      | 1 (último em 2012) | 4ª            |
| Vilavelhense   | Vila Velha     | -       | 0 (não possui)     | 1ª            |
| Vitória        | Salvador       | -       | 0 (não possui)     | 2ª            |

## Fase de grupos

### Grupo A
| Time          | Pts | J | V | V+ | D | GP | GC | SG  |
| ------------- | --- | - | - | -- | - | -- | -- | --- |
| Flamengo      | 8   | 3 | 2 | 1  | 0 | 18 | 8  | 10  |
| Vasco da Gama | 5   | 3 | 1 | 1  | 1 | 15 | 13 | 2   |
| Avaí          | 2   | 3 | 0 | 1  | 2 | 15 | 26 | -11 |
| Vitória       | 0   | 3 | 0 | 0  | 3 | 12 | 14 | -2  |

| 26 março de 2014 | Flamengo             | 3 - 3 (a.e.t.) | Vitória                 | Ponta Negra, Manaus |
| 19:00            | DMais · Bruno Xavier | Relatório      | Nelito · Reyder · Jajai |                     |

|              |       | Penalidades |  |
| Bruno Xavier | 1 - 0 | Nelito      |  |

| 26 março de 2014 | Vasco da Gama                                | 9 - 4     | Avaí                    | Ponta Negra, Manaus |
| 21:30            | Jordan · Betinho · Alan Faria · Lucão · Igor | Relatório | Farinha · Zia · Zé Boca |                     |

| 27 março de 2014 | Vasco da Gama           | 3 - 3     | Vitória       | Ponta Negra, Manaus |
| 19:00            | Jorginho · Bueno · Igor | Relatório | Reyder · Buiu |                     |

|          |       | Penalidades |  |
| Jorginho | 1 - 0 | Reyder      |  |

| 27 março de 2014 | Flamengo                                                            | 9 - 3     | Avaí              | Ponta Negra, Manaus |
| 21:30            | Rodrigo Gama · Dino Tambaú · Souza · Rafinha · Bruno Xavier · DMais | Relatório | Zé Boca · Farinha |                     |

| 28 março de 2014 | Vitória | 8 - 8 | Avaí | Ponta Negra, Manaus |
| 17:45            |         |       |      |                     |

|  |       | Penalidades |
|  | 3 - 4 |             |

| 28 março de 2014 | Flamengo                                  | 6 - 3     | Vasco da Gama   | Ponta Negra, Manaus |
| 20:15            | Rodrigo Gama · Bruno Xavier · Léo · André | Relatório | Boquinha · Igor |                     |

### Grupo B
| Time       | Pts | J | V | V+ | D | GP | GC | SG |
| ---------- | --- | - | - | -- | - | -- | -- | -- |
| Sport      | 6   | 2 | 2 | 0  | 0 | 10 | 7  | 3  |
| Manaus FC  | 3   | 2 | 1 | 0  | 1 | 11 | 11 | 0  |
| Fluminense | 0   | 2 | 0 | 0  | 2 | 7  | 10 | -3 |

| 26 março de 2014 | Fluminense             | 2 - 4     | Sport                                | Ponta Negra, Manaus |
| 20:15            | Jacó · Benjamin Júnior | Relatório | Klebinho · Fernando DDI · Andrezinho |                     |

| 27 março de 2014 | Fluminense                          | 5 - 6     | Manaus FC        | Ponta Negra, Manaus |
| 20:15            | Luis Filip · Maikinho · Jacó · Dila | Relatório | André · Silvinho |                     |

| 28 março de 2014 | Manaus FC                    | 5 - 6     | Sport                                                      | Ponta Negra, Manaus |
| 21:30            | André · Silvinho · Osmar Ozu | Relatório | Klebinho · Leandrinho · Fernando DDI · Felipe · Andrezinho |                     |

### Grupo C
| Time           | Pts | J | V | V+ | D | GP | GC | SG |
| -------------- | --- | - | - | -- | - | -- | -- | -- |
| Vilavelhense   | 3   | 2 | 1 | 0  | 1 | 11 | 11 | 0  |
| Sampaio Corrêa | 3   | 2 | 1 | 0  | 1 | 8  | 8  | 0  |
| Botafogo       | 3   | 2 | 1 | 0  | 1 | 8  | 8  | 0  |

| 26 março de 2014 | Sampaio Corrêa           | 5 - 6     | Vilavelhense                                       | Ponta Negra, Manaus |
| 17:45            | Serginho · Jaudo · Eudin | Relatório | Leandrão · Buru · Leozinho · Anderson Wesley · Rui |                     |

| 27 março de 2014 | Sampaio Corrêa             | 3 - 2     | Botafogo                  | Ponta Negra, Manaus |
| 17:45            | Serginho · Roberto · Eudin | Relatório | Rodrigo Soares · Vinicius |                     |

| 28 março de 2014 | Botafogo                            | 6 - 5     | Vilavelhense                     | Ponta Negra, Manaus |
| 19:00            | Rodrigo Soares · Benjamin · Juninho | Relatório | Anderson · Leandrão · Marquinhos |                     |

## Fase final
|  | Semifinais    | Semifinais    |   |             | Final          | Final |  |
|  |               |               |   |             |                |       |  |
|  | 29 de março   |               |   |             |                |       |  |
|  | Flamengo      | 3             |   |             |                |       |  |
|  | Sport         | 5             |   |             |                |       |  |
|  |               |               |   |             |                |       |  |
|  |               |               |   |             | 30 de março    |       |  |
|  |               |               |   |             | Sport          | 2     |  |
|  |               | Vasco da Gama | 6 |             |                |       |  |
|  |               |               |   |             |                |       |  |
|  |               |               |   |             |                |       |  |
|  |               |               |   |             | Terceiro lugar |       |  |
|  | 29 de março   | 29 de março   |   | 30 de março | 30 de março    |       |  |
|  | Vilavelhense  | 3 (1)         |   | Flamengo    | 4              |       |  |
|  | Vasco da Gama | 3 (3)         |   |             | Vilavelhense   | 3     |  |

### Semifinais
| 29 março de 2014 | Flamengo                           | 3 - 5     | Sport                            | Ponta Negra, Manaus |
| 15:00            | Dino Tambaú · André · Bruno Malias | Relatório | Dieguinho · Andrezinho · Juninho |                     |

| 29 março de 2014 | Vilavelhense                    | 3 - 3 (a.e.t.) | Vasco da Gama                 | Ponta Negra, Manaus |
| 16:30            | Camilo Neves · Leandrão · Dinho | Relatório      | Lucão · Jorginho · Mauricinho |                     |

|                |       | Penalidades         |  |
| Dinho Anderson | 1 - 3 | Lucão Igor Boquinha |  |

### Terceiro Lugar
| 30 março de 2014 | Flamengo                             | 4 - 3     | Vilavelhense                    | Ponta Negra, Manaus |
| 08:30            | Dino Tambaú · Rafinha · Rodrigo Gama | Relatório | Camilo Neves · Leandrão · Dinho |                     |

### Final
| 30 março de 2014 | Sport                     | 2 - 6     | Vasco da Gama                                | Ponta Negra, Manaus |
| 10:00            | Fernando DDI · Andrezinho | Relatório | Bueno · Boquinha · Mauricinho · Igor · Lucão |                     |

## Campeão
| Copa Brasil de Beach Soccer 2014  |
| Rio de Janeiro                    |
| --------------------------------- |
| VASCO DA GAMA Campeão (2° título) |

## Prêmios
| Melhor Jogador           | Melhor Jogador | Melhor Jogador |
| ------------------------ | -------------- | -------------- |
| Lucão ( Vasco da Gama)   |                |                |
| Artilheiro               |                |                |
| Reyder ( Vitória)        |                |                |
| 6 gols                   |                |                |
| Melhor Goleiro           |                |                |
| Cesinha ( Vasco da Gama) |                |                |
| Revelação                |                |                |
| Andrezinho ( Sport)      |                |                |

## Classificação
| Pos. | Time           |
| ---- | -------------- |
| 1º   | Vasco da Gama  |
| 2º   | Sport          |
| 3º   | Flamengo       |
| 4º   | Vilavelhense   |
| 5º   | Manaus FC      |
| 6º   | Sampaio Corrêa |
| 7º   | Botafogo       |
| 8º   | Avaí           |
| 9º   | Vitória        |
| 10º  | Fluminense     |